# Majid Derakhshani
Majid Derakhshani (persiska : مجید درخشانی), född 13 september 1957 i Sangsar i kejsardömet Iran, är en iransk musiker och kompositör.

## Biografi och karriär
Majid Derakhshani föddes 1957 i Sangsar i Iran och tillhör en familj med starka konstnärliga traditioner. Han spelar instrumentet tar (persisk luta), och började undervisas av Mohammad Reza Lotfi. Efter hand blev Derakhshani en av de första medlemmarna i Lotfis ensemble Sheida. I början av 1980-talet medverkade han på albumen Children of Spring (tillsammans med Hossein Alizadeh) och Dandelion (med poesi av Mehdi Akhavan Sales).
År 1984 emigrerade Derakhshani till Tyskland och bosatte sig i Köln, där han var verksam som musiklärare och musiker. Han grundade musikcentret Nawa Musikzentrum för persisk klassisk musik.
Han återupptog samarbetet med Mohammad Reza Shajarian 1996 som på albumet Khayal. Efter återkomsten till Iran 2005 grundade han musikgruppen Khorshid ("Solen") och genomförde 15 konserter i Iran, Kina och Frankrike. Under denna period gav han även ut album som Man Tarbam, Bidar Delan, Fasal Baran, Taranjestan, Az Bodan va Saroudan och Asmaneh.
Derakhshani deltog 2007 i ett samarrangemang med UNESCO i Paris till minne av Rumis 800-årsjubileum, tillsammans med musiker från Iran, Tadzjikistan och Afghanistan.
Sedan 2006 har han återkommande samarbetat med Shajarian och Ava Ensemble vid konserter i Europa, USA och Iran. År 2008 blev han ledare för Shajarians nybildade ensemble Shahnaz, uppkallad efter tarspelaren Jalil Shahnaz. Ensemblen kännetecknas bland annat av användningen av Shajarians egenutvecklade instrument, skapade för att komplettera eller ersätta västerländska motsvarigheter som violin.
Shahnaz-ensemblen genomförde en världsturné 2010 med bland annat konserter i Dubai och London, varav flera spelningar har publicerats som ljud- och videoinspelningar, inklusive via BBC.
Derakhshani har fortsatt skriva egen musik. År 2010 släpptes albumet Chavoshi, och 2012 Moment Pure, tillsammans med Khorshid-gruppen. Han grundade därefter den nya gruppen Mah ("Månen"). Derakhshani har även visat särskilt intresse för musik från sin hemtrakt och har komponerat flera verk på det lokala iranska språket sangsari, däribland Pitko, Imam Reza, Warsh, Baz Bemeh Viar och Lullaby.
Han har även producerat tre album med Rahim Adnani med bakhtiari-musik, bland dessa albumet Shabnam Silk Album.